# Xanthina
Xanthina är ett släkte av tvåvingar som beskrevs av John Merton Aldrich år 1902. Xanthina ingår i familjen styltflugor.

## Arter inomXanthina[1]
- Xanthina acuticornis
- Xanthina attenuata
- Xanthina dominicensis
- Xanthina flagellifera
- Xanthina flavus
- Xanthina nigromaculata
- Xanthina persetosa
- Xanthina plumicauda
- Xanthina rubromarginata
- Xanthina schildi
- Xanthina squamifera
- Xanthina subcurva
- Xanthina turrialbae